# Ton van 't Hof
Ton van ‘t Hof (Haarlem, 18 juli 1959) is een Nederlandse dichter, die aanvankelijk bekendheid verwierf als flarfdichter en medeoprichter van poëzieweblog De Contrabas. Naderhand legde hij zich vooral toe op procedurele poëzie. In zijn werkzame leven werkte Van 't Hof als militair bij de Koninklijke Luchtmacht.

## Leven en werk

### Militair
Na zijn opleiding aan de Koninklijke Militaire Academie te Breda (1978-1982) werd Van 't Hof als officier gevechtsleiding geplaatst bij het Control and Reporting Centre Nieuw Milligen. Gedurende zijn loopbaan vervulde hij binnen dit vakgebied verschillende functies. Van 2006 tot 2010 was hij, in de rang van kolonel, commandant van het Air Operations Control Station Nieuw Milligen. Van 't Hof werd meerdere keren uitgezonden, onder andere naar Kandahar in Afghanistan, waar hij de functie van Deputy Commander Kandahar Airfield vervulde. In 2017 ging hij met functioneel leeftijdsontslag.

### Dichter
In 2007 debuteerde Van 't Hof met de eerste Nederlandstalige bundel flarfgedichten Je komt er wel bovenop. Flarf, dat als poëziegenre overwaaide uit de VS, is het verwerken van internet-zoekresultaten in of tot een gedicht. Hoewel er ook in zijn tweede en derde bundel nog flarfgedichten zijn opgenomen, krijgt procedurele poëzie geleidelijk de overhand in het werk van Van 't Hof. Procedurele gedichten komen via een van tevoren bedachte methode tot stand. Zo is het gedicht 'Kamer', uit de bundel Aan een ster / she argued, een opsomming van alle tekst die Van 't Hof in zijn privévertrek in Kandahar, Afghanistan, aantrof. De bundel Fantastisch dat je dit kan! is een letterlijke weergave van het commentaar zoals dat door Herbert Dijkstra en Maarten Ducrot werd uitgesproken bij televisiebeelden van de Tour de France 2010.
In 2005 richtte Van 't Hof samen met Chrétien Breukers het poëzieweblog De Contrabas op. Van 't Hof zou er tot 2010 aan verbonden blijven. Thans (2023) blogt hij over poëzie op vansavonsverdeochtenaas.com.

### Poëzie
- 2007 - Je komt er wel bovenop. Stanza.
- 2008 - Chatten met Jabberwacky. Stanza.
- 2009 - Aan een ster/ she argued. Stanza.
- 2010 - Hey! Are you suffering? Stanza.
- 2011 - Een lijn is een vore. Stanza.
- 2011 - In weerwil van alle terreur. Stanza.
- 2011 - Fantastisch dat je dit kan! De Contrabas.
- 2013 - Ingangspunt. Stanza.
- 2014 - Mijn poëzie. Stanza.
- 2015 - Dingen sluiten nooit helemaal goed aan. Stanza.
- 2017 - Dichter & andere dingen. Stanza.
- 2020 - Waar tijd al niet goed voor is. Gaia Chapbooks.

### Non-fictie
- 2019 - Gecomprimeerd dagboek 2018. Gaia Chapbooks.
- 2020 - [Auto]observaties. Gaia Chapbooks.
- 2021 - Logboek 2020. Gaia Chapbooks.
- 2022 - Ambities & verlangens. Dagboek 2021. Gaia Chapbooks.

### Vertalingen
- Ashbery, J. (2013). Ergens in Amerika. Azul Press / Poetry International.
- Bernstein, C. (2016). Denken dat ik denk dat ik denk. Stanza. Vertalingen: Van ’t Hof, T. & Posman, S. & Vriezen, S.
- Le Fraga, S. (2014). Ik echt, jij echt. Stanza.

## Secundaire literatuur
- Alkema, O. (2018). Zagen aan het Nederlandse zelfbeeld. NRC. Recensie van Dichter & andere dingen.
- Balistreri, A. & Van Geuns, S. (2012). Afghanistan heeft mij andere vragen doen stellen. Ton van ’t Hof over poëzie en oorlog. Interview in Vooys.
- Groenewegen, H. (2012). Spreekt het vanzelf – Over Ton van ’t Hof. Met schrijven zin verzamelen. Over poëzie in de Lage Landen, 341-359. Wereldbibliotheek.
- Ham, L. (2012). Mijn pen en mijn stem. Over de politiek van het lichaam in de poëzie. De Revisor, (5), 135-145.
- Keizer, F. (2010). Hoop op de herwinning van de volmaaktheid. De Reactor. Recensie van Hey! Are You Suffering?
- Keizer, F. (2017). Een taal van Nederland. Inleiding van Dichter & andere dingen, 7-14. Stanza.
- Lindner, E. (2011). Flarf. De Groene Amsterdammer. Recensie van Hey! Are You Suffering?
- Lindner, E. (2011). Dorpen. De Groene Amsterdammer. Recensie van Een lijn is een vore.
- Pollet, J. (2015). Poëtica van Ton van ’t Hof, deel 1 en deel 2. Deus Ex Machina, (154).
- Thies, W. (2018). Dichter in uniform en labjas. Poëziekrant. Recensie van Dichter & andere dingen.
- Vriezen, S. (2016). Het werkelijkheidstekort. Netwerk in eclips, 225-242. Wereldbibliotheek.